# 16 de agosto
16 de agosto é o 228.º dia do ano no calendário gregoriano (229.º em anos bissextos). Faltam 137 dias para acabar o ano.

## Eventos históricos

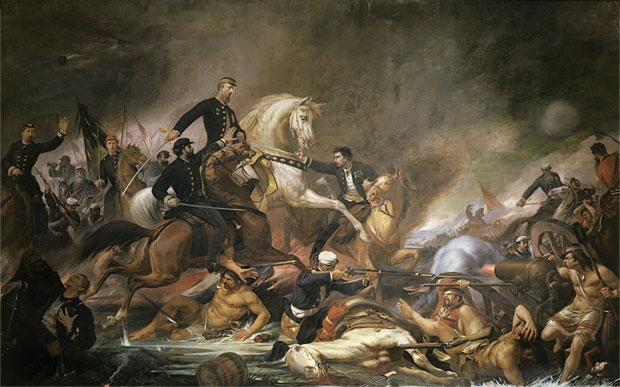
1869: Batalha de Campo Grande

2008: Inauguração do Trump International Hotel and Tower, em Chicago

- 1 a.C. — Wang Mang consolida seu poder e é declarado marechal de Estado. O imperador Aidi de Han, que morrera no dia anterior, não tinha herdeiros.
- 0963 — Nicéforo II Focas é coroado imperador do Império Bizantino.
- 0942 — Início da batalha de quatro dias de al-Mada'in, entre os hamdanidas de Mosul e os baridis de Basra pelo controle da capital abássida, Bagdá.[1]
- 1328 — A Casa de Gonzaga toma o poder no Ducado de Mântua e governará até 1708.
- 1513 — Batalha das Esporas (Batalha de Guinegate): o rei Henrique VIII da Inglaterra e seus aliados imperiais derrotam as forças francesas que são forçadas a recuar.
- 1570 — O Principado da Transilvânia é estabelecido após João Sigismundo Zápolya renunciar a sua reivindicação como Rei da Hungria no Tratado de Speyer.[2]
- 1648 — Capitulação das forças holandesas em Luanda, no contexto da Reconquista portuguesa de Angola.
- 1652 — Batalha de Plymouth: ação naval inconclusiva entre as frotas de Michiel de Ruyter e George Ayscue na Primeira Guerra Anglo-Holandesa.
- 1780 — Guerra de Independência dos Estados Unidos: Batalha de Camden: os britânicos derrotam os ãmericanos perto de Camden, Carolina do Sul.
- 1792 — Maximilien de Robespierre apresenta a petição da Comuna de Paris à Assembleia Legislativa, que exigiu a formação de um Tribunal Revolucionário.
- 1793 — Revolução Francesa: a levée en masse é decretada pela Convenção Nacional.
- 1812 — Guerra de 1812: o general americano William Hull rende o Forte Detroit sem lutar ao exército britânico.
- 1819 — Massacre de Peterloo: dezessete pessoas morrem e mais de 600 ficam feridas em uma carga da cavalaria durante uma reunião pública em St. Peter's Field, Manchester, Inglaterra.
- 1822 — Evaristo da Veiga compõe o Hino da Independência do Brasil, e foi o hino oficial durante o Império do Brasil.
- 1852 — Fundação da Vila Nova do Poti, hoje Teresina, para ser a sede da capital da Província do Piauí.
- 1858 — O presidente dos Estados Unidos, James Buchanan, inaugura o novo cabo telegráfico transatlântico trocando saudações com a Rainha Vitória do Reino Unido. No entanto, um sinal fraco força o desligamento do serviço em algumas semanas.
- 1863 — Começa a Guerra da Restauração Dominicana quando Gregorio Luperón hasteia a bandeira dominicana em Santo Domingo depois que a Espanha recolonizou o país.
- 1869 — Guerra do Paraguai: na Batalha de Acosta Ñu um batalhão paraguaio formado por crianças é massacrado pelo Exército Brasileiro.
- 1870 — Guerra Franco-Prussiana: é travada a Batalha de Mars-la-Tour, resultando na vitória prussiana .
- 1872 — A primeira ligação telegráfica internacional por cabo submarino deveu-se à iniciativa de Irineu Evangelista de Souza, que pelos serviços prestados ao Império do Brasil, o então barão de Mauá foi elevado a Visconde de Mauá.
- 1876 — Siegfried, de Richard Wagner, a penúltima ópera de seu ciclo do Anel, estreia no Bayreuth Festspielhaus.[3]
- 1891 — A Basílica Menor de San Sebastián, Manila, a primeira igreja toda de aço na Ásia, é oficialmente inaugurada e abençoada.
- 1900 — A Batalha do Rio Elands durante a Segunda Guerra dos Bôeres termina após um cerco de 13 dias ser levantado pelos britânicos. A batalha começou quando uma força de 2 000 a 3 000 bôeres cercou uma força de 500 australianos, rodesianos, canadenses e britânicos em um depósito de suprimentos em Brakfontein Drift.
- 1906 — O terremoto de 8,2 Mw de Valparaíso atinge o centro do Chile, matando 3 882 pessoas.
- 1913 — A Universidade Imperial Tōhoku do Japão (atual Universidade Tohoku) torna-se a primeira universidade no Japão a admitir alunas.
- 1914 — Queda de Liége que se encontrava cercada pelas tropas alemãs desde o dia 4 de agosto.
- 1920 — Guerra polaco-soviética: conclusão da Batalha de Radzymin; o Exército Vermelho Soviético é forçado a se afastar de Varsóvia .
- 1923 — O Reino Unido dá o nome de "Dependência de Ross" a parte de seu reivindicado território antártico e faz do governador-geral do Domínio da Nova Zelândia seu administrador.
- 1929 — Os Tumultos palestinos de 1929 eclodem no Mandato Britânico da Palestina entre palestinos e judeus e continuam até o final do mês. No total, 133 judeus e 116 palestinos são mortos.
- 1930
  - Os primeiros Jogos do Império Britânico são abertos em Hamilton, Ontário pelo Governador-geral do Canadá.
  - O primeiro desenho animado sonoro colorido, Fiddlesticks, é lançado por Ub Iwerks.[4]
- 1944 — O primeiro voo de um jato com asa com enflechamento negativo, o Junkers Ju 287.
- 1960 — Chipre ganha sua independência do Reino Unido.
- 1964 — Guerra do Vietnã: um golpe de estado substitui Dương Văn Minh pelo general Nguyễn Khánh como presidente do Vietnã do Sul. Uma nova constituição é estabelecida com a ajuda da Embaixada dos Estados Unidos.
- 1966 — Guerra do Vietnã: o Comitê de Atividades Antiamericanas da Câmara inicia investigações de americanos que ajudaram os vietcongues. A comissão pretende introduzir legislação que torne essas atividades ilegais. Manifestantes antiguerra interrompem a reunião e 50 pessoas são presas.
- 1972 — Em uma tentativa fracassada de golpe de Estado, a Real Força Aérea Marroquina abre fogo contra o avião em que viajava Hassan II de Marrocos de volta a Rabat.
- 1987 — O voo Northwest Airlines 255, um McDonnell Douglas MD-82, cai depois de decolar em Detroit, Michigan, matando 154 dos 155 a bordo e mais duas pessoas no solo.
- 1989 — Um evento de erupção solar afeta os computadores da Bolsa de Valores de Toronto, forçando a interrupção das negociações.[5]
- 1993 — Ian Murdock funda o que inicialmente foi chamado de ‘The Debian Linux System’, hoje conhecido apenas como Debian.
- 2005 — O voo West Caribbean Airways 708, um McDonnell Douglas MD-82, cai em Machiques, na Venezuela, matando todas as 160 pessoas a bordo.
- 2008 — O Trump International Hotel and Tower, em Chicago, é concluído com 415 metros de altura e 98 andares, tornando-se a residência mais alta do mundo.
- 2015
  - Mais de 96 pessoas morrem e centenas ficam feridas após uma série de ataques aéreos realizados pela Força Aérea Árabe Síria na cidade de Douma, uma cidade controlada pelos rebeldes.
  - O voo Trigana Air Service 267, um ATR 42, cai em Oksibl, província indonésia de Papua, matando todas as 54 pessoas a bordo.

## Nascimentos

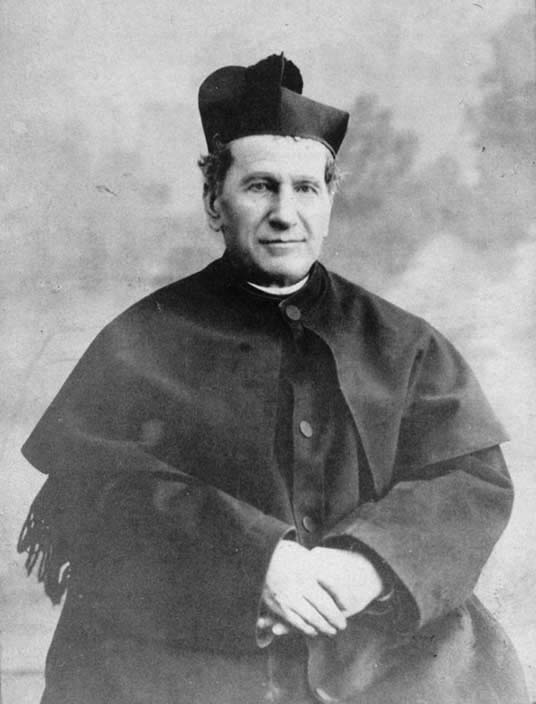
Dom Bosco

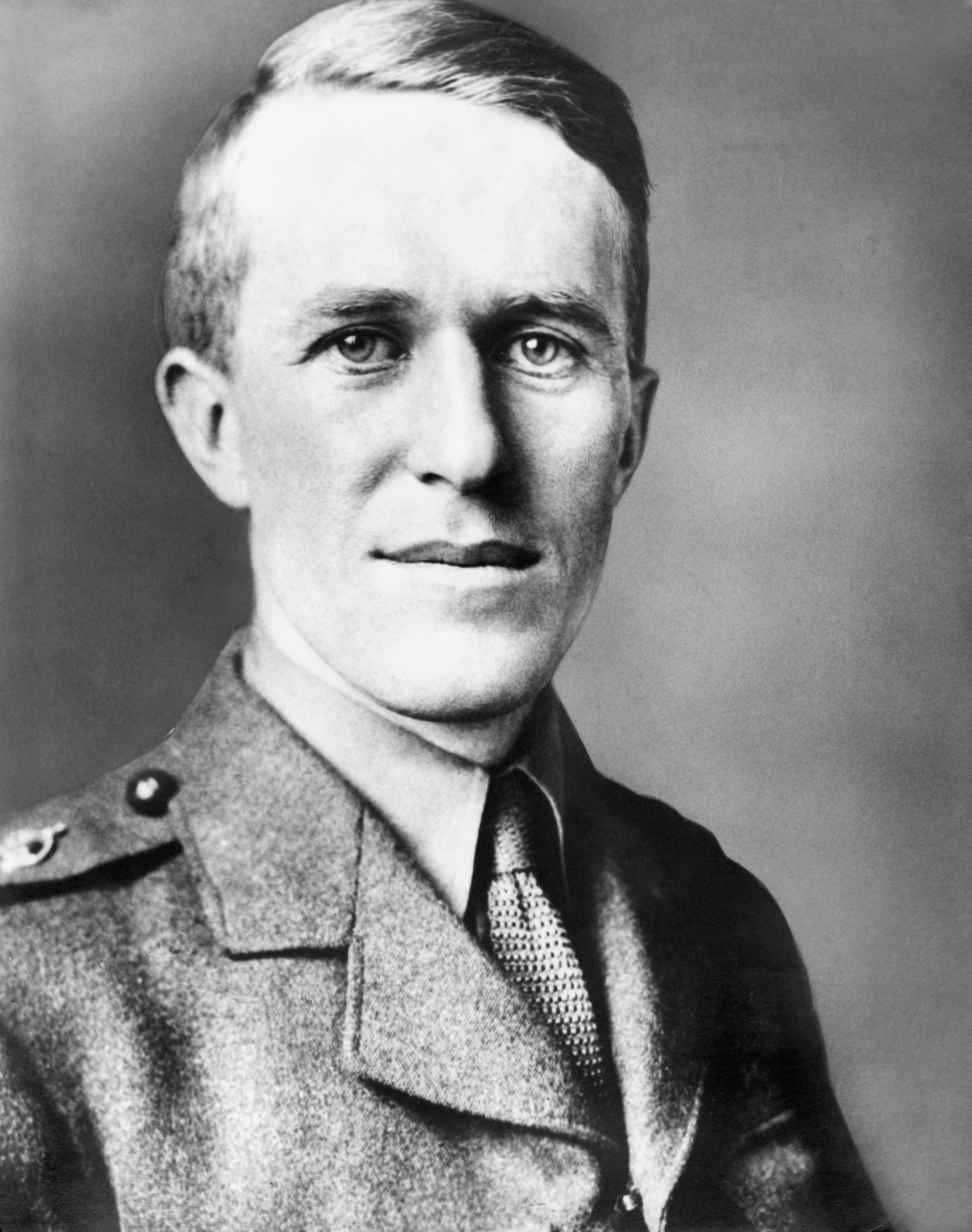
T. E. Lawrence

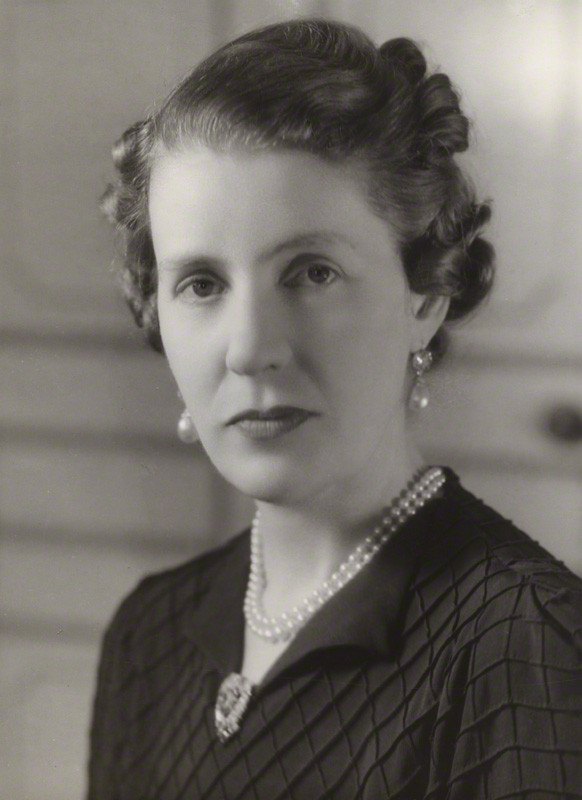
Cynthia Spencer, Condessa Spencer

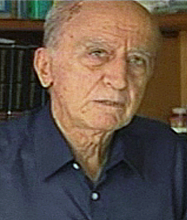
Millôr Fernandes

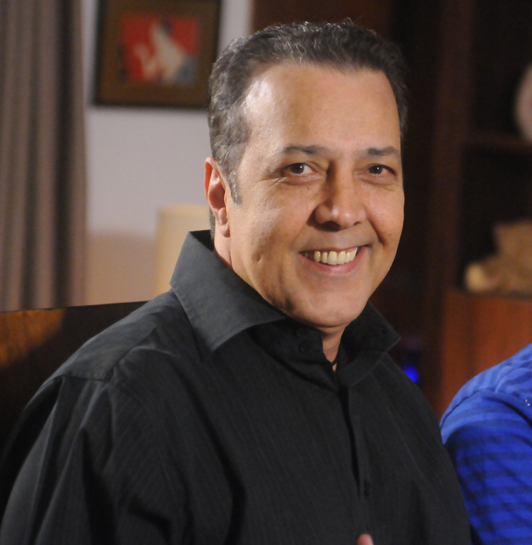
José Augusto

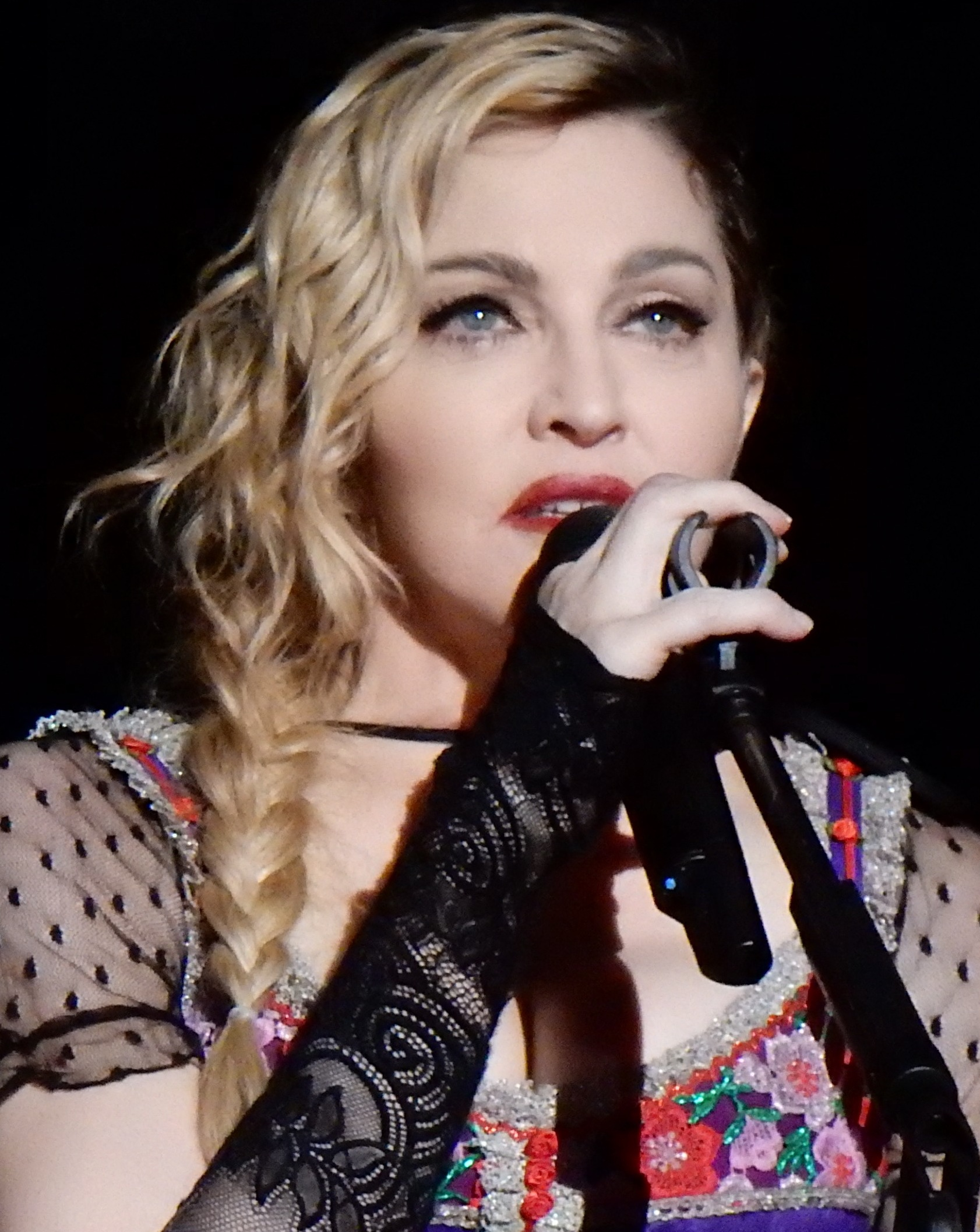
Madonna

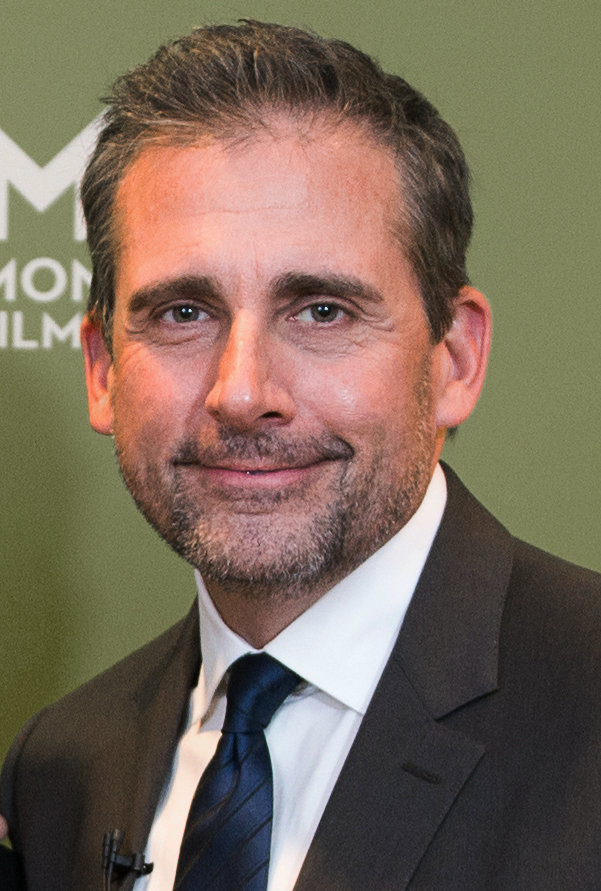
Steve Carell

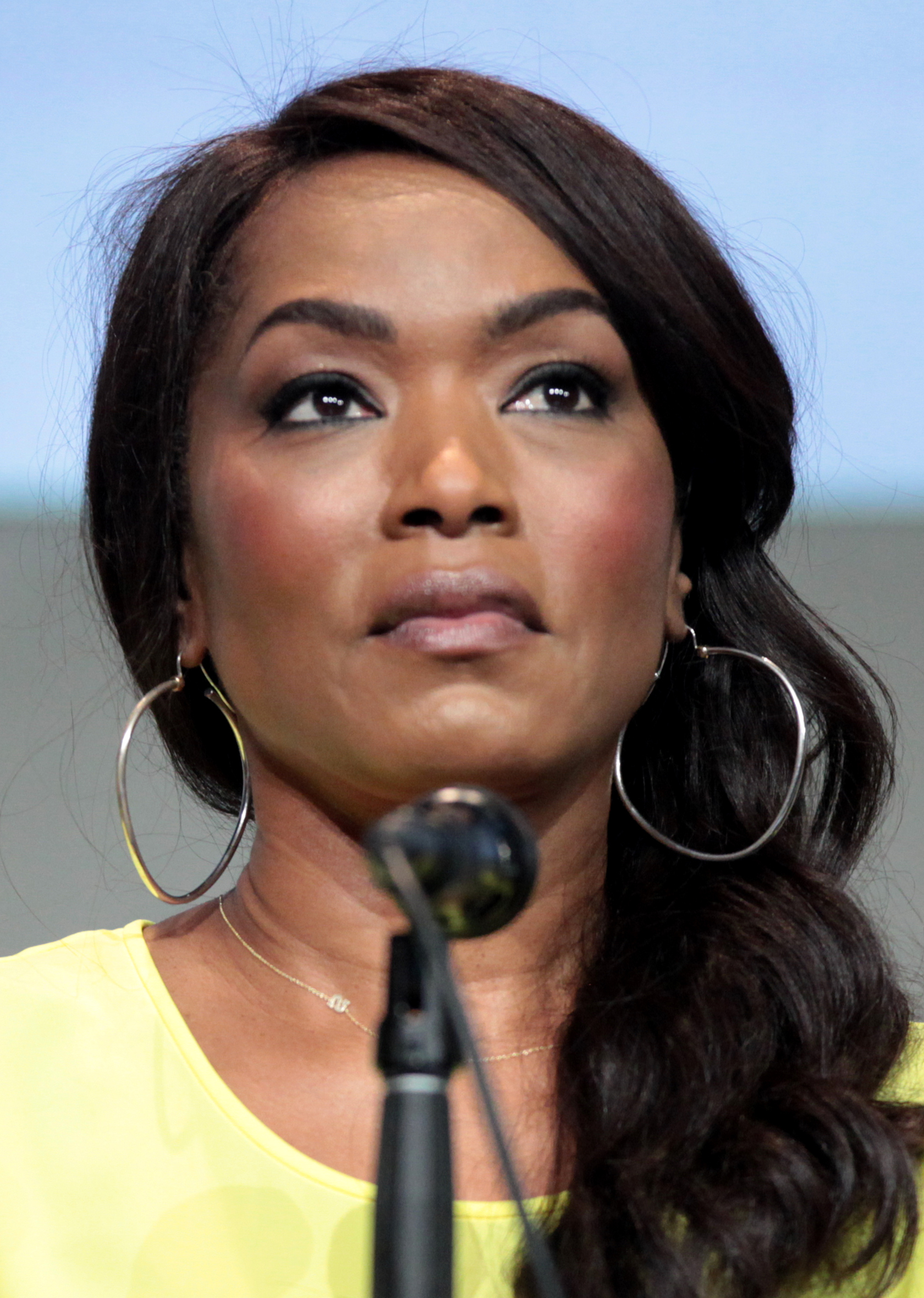
Angela Bassett

### Anterior ao século XIX
- 1355 — Filipa Plantageneta, 5.ª Condessa de Ulster (m. 1382).
- 1401 — Jaqueline, Condessa de Hainaut (m. 1436).
- 1557 — Agostino Carracci, pintor e gravador italiano (m. 1602).
- 1565 — Cristina de Lorena (m. 1637).
- 1573 — Ana da Áustria (m. 1598).
- 1596 — Frederico V, Eleitor Palatino (m. 1632).
- 1645 — Jean de La Bruyère, filósofo e escritor francês (m. 1696).
- 1650 — Vincenzo Coronelli, monge, cosmógrafo e cartógrafo italiano (m. 1718).
- 1682 — Luís, Duque da Borgonha (m. 1712).
- 1744 — Pierre Méchain, astrônomo e agrimensor francês (m. 1804).
- 1750 — Emily Cecil, Marquesa de Salisbury, artista e desportista britânica (m. 1835).

### Século XIX
- 1815 — Dom Bosco, santo católico italiano (m. 1888).
- 1821 — Arthur Cayley, matemático britânico (m. 1895).
- 1832 — Wilhelm Wundt, filósofo e psicólogo alemão (m. 1920).
- 1842 — Jakob Rosanes, matemático alemão (m. 1922).
- 1845
  - Gabriel Lippmann, físico luxemburguês (m. 1921).
  - Wollert Konow, político norueguês (m. 1924).
- 1848 — Francis Darwin, botânico britânico (m. 1925).
- 1856 — Aparício Saraiva, militar e político uruguaio (m. 1904).
- 1857 — Julien Noël Costantin, botânico e micologista francês (m. 1936).
- 1860 — Jules Laforgue, poeta franco-uruguaio (m. 1887).
- 1864 — F. C. S. Schiller, filósofo alemão (m. 1937).
- 1867 — António Nobre, poeta romântico português (m. 1900).
- 1874
  - Achille Colas, ciclista francês (m. 1954).
  - Gerhard Hessenberg, matemático alemão (m. 1925).
- 1876 — Ivan Bilibin, ilustrador russo (m. 1942).
- 1881 — Clarence Gamble, tenista estadunidense (m. 1952).
- 1884 — Hugo Gernsback, jornalista luxemburguês-americano (m. 1967).
- 1888 — T. E. Lawrence (Lawrence da Arábia), militar britânico (m. 1935).
- 1891 — Adelaide de Saxe-Meiningen (m. 1971).
- 1892
  - Otto Messmer, criador de desenhos animados estadunidense (m. 1983).
  - Hal Foster, ilustrador canadense (m. 1982).
- 1895
  - W. Howard Greene, diretor de fotografia estadunidense (m. 1956).
  - Liane Haid, atriz austríaca (m. 2000).
- 1897 — Cynthia Spencer, Condessa Spencer (m. 1972).

### Século XX

#### 1901–1950
- 1902 — Evelyn Colyer, tenista britânica (m. 1930).
- 1904
  - Wendell Meredith Stanley, químico estadunidense (m. 1971).
  - Minoru Genda, aviador, militar e político japonês (m. 1989).
- 1905 — Marian Rejewski, criptógrafo polonês (m. 1980).
- 1906
  - Oscarito, ator e comediante hispano-brasileiro (m. 1970).
  - Francisco José II de Liechtenstein (m. 1989).
- 1907 — Benigna Victima de Jesus, religiosa brasileira (m. 1981).
- 1913 — Menachem Begin, político israelense (m. 1992).
- 1914 — Robert Sadowski, futebolista romeno (m. ?).
- 1915 — Ferenc Sas, futebolista húngaro (m. 1988).
- 1916 — Wim van der Kroft, canoísta neerlandês (m. 2001).
- 1919 — Jean Sincere, atriz estadunidense (m. 2013).
- 1920 — Charles Bukowski, escritor estadunidense (m. 1994).
- 1923
  - Millôr Fernandes, escritor, poeta e humorista brasileiro (m. 2012).
  - Joaquín Cordero, ator mexicano (m. 2013).
  - Pierre Seel, escritor francês (m. 2005).
  - Kenneth Lane, canoísta canadense (m. 2010).
- 1924
  - Francisco José, cantor português (m. 1988).
  - Fess Parker, ator e cantor estadunidense (m. 2010).
- 1925 — Mal Waldron, músico e compositor norte-americano (m. 2002).
- 1928
  - Eydie Gormé, cantora estadunidense (m. 2013).
  - Ann Blyth, atriz e cantora estadunidense.
- 1929
  - Helmut Rahn, futebolista alemão (m. 2003).
  - Bill Evans, músico e compositor norte-americano (m. 1980).
- 1930
  - Glauce Rocha, atriz brasileira (m. 1971).
  - Leslie Manigat, político haitiano (m. 2014).
  - Robert Culp, ator e roteirista estadunidense (m. 2010).
  - Tony Trabert, tenista norte-americano (m. 2021).
- 1933
  - Julie Newmar, atriz estadunidense.
  - Reiner Kunze, escritor e tradutor alemão.
- 1934 — Pierre Richard, ator, produtor e diretor de cinema francês.
- 1935
  - João Silva, compositor, cantor e produtor musical brasileiro (m. 2013).
  - Cyril Baselios, arcebispo indiano (m. 2007).
- 1936
  - Anita Gillette, atriz estadunidense.
  - Alan Hodgkinson, futebolista britânico (m. 2013).
  - Vladimir Bagirov, enxadrista russo (m. 2000).
- 1937 — Peter Burke, historiador britânico.
- 1938 — András Balczó, ex-pentatleta húngaro.
- 1939 — Carole Shelley, atriz britânica (m. 2018).
- 1940 — Bruce Beresford, cineasta australiano.
- 1941
  - Theoneste Bagosora, militar ruandês (m. 2021).
  - Ahmed al-Mirghani, político sudanês (m. 2008).
- 1942 — Lesley Turner, ex-tenista australiana.
- 1943 — Richard Leigh, escritor estadunidense (m. 2007).
- 1944
  - Kevin Ayers, músico britânico (m. 2013).
  - James Michel, político seichelense.
- 1946
  - Lesley Ann Warren, atriz e cantora estadunidense.
  - Attila Abonyi, futebolista e treinador de futebol húngaro-australiano (m. 2023).
- 1948 — Odair José, cantor e compositor brasileiro.
- 1949 — Scott Asheton, músico estadunidense (m. 2014).
- 1950
  - Hasely Crawford, ex-atleta trinitário.
  - Mirko Cvetković, político e economista sérvio.

#### 1951–2000
- 1951
  - Marcelo Nova, cantor e compositor brasileiro.
  - Umaru Yar'Adua, político nigeriano (m. 2010).
- 1952
  - Reginald VelJohnson, ator e roteirista estadunidense.
  - Carlos Gómez Casillas, futebolista mexicano (m. 2017).
- 1953 — José Augusto, cantor e compositor brasileiro.
- 1954
  - James Cameron, cineasta estadunidense.
  - Ole Kjær, ex-futebolista dinamarquês.
- 1956
  - Patricio Hernández, ex-futebolista peruano.
  - Daniel Willems, ciclista belga (m. 2016).
- 1957 — Laura Innes, atriz estadunidense.
- 1958
  - Madonna, cantora e atriz estadunidense.
  - Angela Bassett, atriz e cantora estadunidense.
  - José Luis Clerc, ex-tenista argentino.
- 1959 — Marc Sergeant, ex-ciclista belga.
- 1960
  - Timothy Hutton, ator estadunidense.
  - Franz Welser-Möst, maestro austríaco.
  - Rosa Zafferani, política samarinesa.
  - Éric Caritoux, ex-ciclista francês.
- 1961
  - Ghanim Oraibi, ex-futebolista iraquiano.
  - Elpidia Carrillo, atriz mexicana.
  - Saskia Reeves, atriz britânica.
- 1962
  - Hussein Farrah Aidid, político e militar somali.
  - Steve Carell, ator estadunidense.
- 1963
  - Kalusha Bwalya, ex-futebolista e treinador de futebol zambiano.
  - Christine Cavanaugh, atriz e dubladora estadunidense (m. 2014).
  - Aloísio Pires Alves, ex-futebolista brasileiro.
  - Carmelo Micciche, ex-futebolista e treinador de futebol francês.
- 1964 — Jimmy Arias, ex-tenista estadunidense.
- 1965
  - Jari Sillanpää, cantor finlandês.
  - Herbert Lucena, cantor, compositor e produtor musical brasileiro.
- 1967
  - Ulla Weigerstorfer, modelo austríaca.
  - Clovis Cornillac, ator francês.
- 1968
  - Dmitriy Kharin, ex-futebolista russo.
  - Slaviša Jokanović, ex-futebolista e treinador de futebol sérvio.
- 1969
  - Andy Milder, ator e dublador estadunidense.
  - Kiko Freitas, músico brasileiro.
  - Ben Coates, ex-jogador de futebol americano estadunidense.
  - Ihor Korobchynskyy, ex-ginasta ucraniano.
- 1970
  - Raouf Bouzaiene, ex-futebolista tunisiano.
  - Fabio Casartelli, ciclista italiano (m. 1995).
- 1971
  - Stefan Klos, ex-futebolista alemão.
  - Gabriel Schürrer, ex-futebolista e treinador de futebol argentino.
  - Knut Tørum, ex-futebolista e treinador de futebol norueguês.
  - Matthew Bingley, ex-futebolista australiano.
- 1972
  - Hudson Cadorini, músico, cantor e compositor brasileiro.
  - Stan Lazaridis, ex-futebolista australiano.
- 1973
  - Mauricio Islas, ator mexicano.
  - Manuel Bucuane, ex-futebolista moçambicano.
  - Sandrine Soubeyrand, ex-futebolista francesa.
- 1974
  - Iván Hurtado, ex-futebolista e político equatoriano.
  - Tomasz Frankowski, ex-futebolista polonês.
  - Arnulfo Valentierra, ex-futebolista colombiano.
  - Charli Baltimore, rapper, atriz, modelo e compositora estadunidense.
  - Frédéric Herpoel, ex-futebolista belga.
  - Krisztina Egerszegi, nadadora húngara.
  - Elton Julian, ex-automobilista hispano-americano.
  - Hussein Al-Masaari, ex-futebolista saudita.
  - Michael Biggs, cantor brasileiro.
- 1975
  - Lyliah Virna, atriz brasileira.
  - Caio Ribeiro, ex-futebolista e comentarista esportivo brasileiro.
  - Taika Waititi, diretor, escritor, ator e pintor neozelandês.
  - Imants Bleidelis, ex-futebolista letão.
  - Magic, rapper estadunidense (m. 2013).
- 1977
  - Augusto de Arruda Botelho, advogado criminalista brasileiro.
  - Karine Teles, atriz, produtora e roteirista brasileira.
- 1978
  - Paulinha Abelha, cantora brasileira (m. 2022).
  - Elina Danielian, enxadrista armênia.
- 1979 — Sérgio Leite, ex-futebolista português.
- 1980
  - Vanessa Carlton, cantora estadunidense.
  - Bolívar, ex-futebolista e treinador de futebol brasileiro.
  - Christina Sawaya, modelo libanesa.
- 1981
  - Roque Santa Cruz, futebolista paraguaio.
  - Denis Gremelmayr, ex-tenista alemão.
  - Júlia Rabello, atriz brasileira.
  - Leevan Sands, atleta bahamense.
- 1982
  - Joleon Lescott, ex-futebolista britânico.
  - Cam Gigandet, ator estadunidense.
  - Julia Schruff, ex-tenista alemã.
  - Stefan Maierhofer, ex-futebolista austríaco.
- 1983 — Dante López, ex-futebolista paraguaio.
- 1984 — Konstantin Vassiljev, ex-futebolista estoniano.
- 1985
  - Neto, ex-futebolista brasileiro.
  - Arden Cho, atriz, modelo e cantora estadunidense.
  - Guy Ramos, futebolista cabo-verdiano.
  - Agnes Bruckner, atriz estadunidense.
- 1986
  - Shawn Pyfrom, ator estadunidense.
  - Audrey Bitoni, atriz estadunidense de filmes eróticos.
  - Sarah Pavan, jogadora de vôlei canadense.
  - Felipe Cunha, ator brasileiro.
- 1987
  - Rony Martínez, futebolista hondurenho.
  - Katelin Guregian, canoísta estadunidense.
- 1988
  - Paulo Miranda, futebolista brasileiro.
  - Rumer Willis, modelo e atriz estadunidense.
  - Marcelo Larrondo, ex-futebolista argentino.
  - Mohsin Al-Khaldi, futebolista omani.
- 1989
  - Moussa Sissoko, futebolista francês.
  - Tecia Torres, lutadora estadunidense de artes marciais mistas.
  - Katarzyna Pawłowska, ciclista polonesa.
  - Anel Hadžić, futebolista bósnio.
  - Loubet, cantor brasileiro.
- 1990
  - Godfrey Oboabona, ex-futebolista nigeriano.
  - Hermenegildo Santos, jogador de basquete angolano.
- 1991
  - Evanna Lynch, atriz irlandesa.
  - Zé Eduardo, futebolista brasileiro.
  - Kwon Ri-se, cantora japonesa (m. 2014).
  - Greg Garza, ex-futebolista estadunidense.
- 1992
  - Ventura Alvarado, futebolista estadunidense.
  - Nicolás Kicker, tenista argentino.
  - Diego Schwartzman, tenista argentino.
- 1993
  - Diego Llorente, futebolista espanhol.
  - Cameron Monaghan, ator estadunidense.
- 1994 — Eili Harboe, atriz norueguesa.
- 1995
  - Phum Viphurit, cantor e compositor tailandês.
  - Josip Juranović, futebolista croata.
- 1996
  - Caeleb Dressel, nadador estadunidense.
  - Abdullah Al-Khaibari, futebolista saudita.
  - Ilya Pomazun, futebolista russo.
- 1997 — Greyson Chance, cantor estadunidense.
- 1998 — Rachel Traets, cantora holandesa.
- 1999
  - Matheus Davó, futebolista brasileiro.
  - Mickaël Cuisance, futebolista francês.
  - Álvaro Djaló, futebolista espanhol.
- 2000 — Victoire Berteau, ciclista francesa.

### Século XXI
- 2001
  - Jannik Sinner, tenista italiano.
  - Amadou Onana, futebolista belga.
  - Willem Geubbels, futebolista francês.
- 2002 — Dominic Stricker, tenista suíço.

## Mortes

### Anterior ao século XIX
- 0963 — Mariano Argiro, general bizantino (n. 944).
- 1027 — Jorge I da Geórgia (n. 998 ou 1002).
- 1327 — Roque de Montpellier, santo católico francês (n. 1295).
- 1358 — Alberto II da Áustria (n. 1298).
- 1474 — Ricarda de Saluzzo, marquesa de Ferrara (n. 1410).
- 1532 — João, Eleitor da Saxónia (n. 1468).
- 1533 — Diogo Ribeiro, cartógrafo de origem portuguesa (n. ?).
- 1665 — Jerónimo de Ataíde, 6.º Conde de Atouguia, militar português (n. 1610).
- 1675 — António Luís de Meneses, 1.º Marquês de Marialva, militar português (n. 1596).
- 1705 — Jakob Bernoulli, matemático holandês (n. 1654).
- 1746 — Arthur Elphinstone, 6.º Lorde Balmerino (n. 1688).

### Século XIX
- 1832 — Adam Clarke, teólogo metodista e erudito bíblico britânico (n. 1760).
- 1888 — John Pemberton, farmacêutico e inventor estadunidense (n. 1831).
- 1900 — Eça de Queiroz, escritor português (n. 1845).

### Século XX
- 1938 — Robert Johnson, cantor e guitarrista norte-americano (n. 1911).
- 1945 — Takijiro Onishi, almirante japonês (n. 1891).
- 1956 — Béla Lugosi, ator húngaro (n. 1882).
- 1959 — Wanda Landowska, musicóloga e cravista polonesa (n. 1879).
- 1971 — Mario Zanini, pintor brasileiro (n. 1907).
- 1977 — Elvis Presley, cantor, compositor e ator estadunidense (n. 1935).
- 1999 — Carlos Cachaça, compositor brasileiro (n. 1902).

### Século XXI
- 2003
  - Idi Amin, político ugandês (n. 1928).
  - Haroldo de Campos, tradutor e poeta brasileiro (n. 1929).
- 2004 — Luiz de Castro Faria, antropólogo brasileiro (n. 1913).
- 2005
  - Roger Schütz, teólogo suíço (n. 1915).
  - Cláudio Corrêa e Castro, ator brasileiro (n. 1928).
- 2006 — Alfredo Stroessner, político paraguaio (n. 1912).
- 2007 — Max Roach, baterista estadunidense (n. 1924).
- 2008 — Dorival Caymmi, cantor, compositor e pintor brasileiro (n. 1914).
- 2010 — Nicola Cabibbo, físico italiano (n. 1935).
- 2013 — David Rees, matemático britânico (n. 1918).
- 2014 — Peter Scholl-Latour, jornalista franco-alemão (n. 1924).
- 2016
  - Elke Maravilha, atriz brasileira (n. 1945).
  - João Havelange, industrial e dirigente esportivo brasileiro (n. 1916).
  - Luis Álvaro de Oliveira Ribeiro, empresário e dirigente esportivo brasileiro (n. 1942).
- 2018 — Aretha Franklin, cantora estadunidense (n. 1942).
- 2019 — Peter Fonda, ator, roteirista e produtor norte-americano (n. 1940).
- 2021
  - Duda Mendonça, publicitário brasileiro (n. 1944).
  - Simão Sessim, político, professor e advogado brasileiro (n. 1935).
- 2022 — Joseph Delaney, escritor inglês (n. 1945).

## Feriados e eventos cíclicos
- Dia do Filósofo
- Aniversário da cidade de Jaguari, Rio Grande do Sul
- Aniversário da cidade de Teresina, Piauí
- Aniversário das cidades de São Roque, Taquaritinga, Taquarituba e São Bento do Sapucaí, São Paulo.
- Aniversário da cidade de Itaobim, Minas Gerais

### Cristianismo
- Diomedes de Tarso
- Estêvão I da Hungria
- Imagem de Edessa
- Roque de Montpellier
- Simpliciano de Milão

## Outros calendários
- No calendário romano era o 17.º dia (XVII) antes das calendas de setembro.
- No calendário litúrgico tem a letra dominical D para o dia da semana.
- No calendário gregoriano a epacta do dia é ix.